# Nagoya
Nagoya (名古屋市 Nagoya-shi)) er Japans fjerdestørste by og tredjestørste byområde. Byen ligger ved stillehavskysten i regionen Chūbu på øen Honshu, og er administrativt centrum i præfekturet Aichi.
Nagoya blev grundlagt den 1. oktober 1889, og har 2.326.844 (2021) indbyggere, mens selve byområdet med forstæder strækker sig ind i provinserne Mie og Gifu og har omkring 9.000.000 indbyggere.
Byen er inddelt i 16 administrative bydele, såkaldte "ku":
| - Atsuta-ku - Chikusa-ku - Higashi-ku - Kita-ku - Meito-ku - Midori-ku - Minami-ku - Minato-ku | - Mizuho-ku - Moriyama-ku - Naka-ku - Nakagawa-ku - Nakamura-ku - Nishi-ku - Showa-ku - Tempaku-ku |

Nagoya er centrum for Japans bilindustri, og mange af landets bilproducenter har hovedkvarter i byen. Andre vigtige industrier er elektronik og luftfart.